# Leonhard Zander

Leonhard Zander (1881)

Leonhard Zander (* 26. November 1833 in Schönbrunn, Provinz Schlesien; † 12. Januar 1890 in Schleswig) war ein deutscher Jurist in der preußischen Militärverwaltung. Historische Bedeutung gewann er als Corpsstudent.

## Leben
Zanders Vater war Pastor in Waldenburg. Dort verlebte Leonhard einen Teil seiner Jugend. Er besuchte die Gymnasien in Schweidnitz, Breslau und Liegnitz. Nach dem Abitur im Herbst 1852 meldete er sich als Einjährig-Freiwilliger zum 2. Schlesischen Jäger-Bataillon Nr. 6 der Preußischen Armee. Anschließend studierte er an der Schlesischen Friedrich-Wilhelms-Universität, der Universität Jena und der Friedrichs-Universität Halle Rechtswissenschaft. Nach dem Ersten Juristischen Examen arbeitete er als Auskultator bei der Regierung in Bromberg. Nachdem er 1863 die Assessorprüfung bestanden hatte, meldete er sich zur Intendantur des III. Armee-Korps. Nachdem er im Deutschen Krieg mit dem VII. Armee-Korps gegen Österreich gezogen war, wurde er Vorstand der Intendantur der 20. Division in Hannover. Er war eine Zeitlang Intendanturrat beim IV. Armee-Korps und nahm am Deutsch-Französischen Krieg teil. Mit dem Eisernen Kreuz ausgezeichnet, war er danach bis 1874 in Freiburg im Breisgau, dann beim XI. Armee-Korps in Kassel und von 1877 bis 1887 beim V. Armee-Korps in Posen. Zum IX. Armee-Korps nach Altona versetzt und hier an einem Hirnleiden erkrankt, musste er sich im Sommer 1889 pensionieren lassen. Er wurde in eine Nervenheilanstalt in Schleswig eingewiesen, in der er Anfang 1890 mit 57 Jahren starb.
Da er zwei Deutsche Einigungskriege mitgemacht hatte und Hauptmann der Landwehr war, wurde er mit militärischen Ehren auf dem Garnisonfriedhof Schleswig bestattet. Neben ihm ruhen die österreichischen Offiziere, die zu Beginn des Deutsch-Dänischen Krieges gefallen waren. Sechs Unteroffiziere trugen den Sarg zu Grabe. Der Divisionspfarrer, der Starkenburger Büttel, hielt die Grabrede. Zahlreiche Corpsstudenten gaben ihm das letzte Geleit. Der Grabspruch ist aus Jesaja (57, 2): DIE RICHTIG VOR SICH GEWANDELT HABEN, KOMMEN ZUM FRIEDEN UND RUHEN IN IHREN KAMMERN.

### Corpsstudent

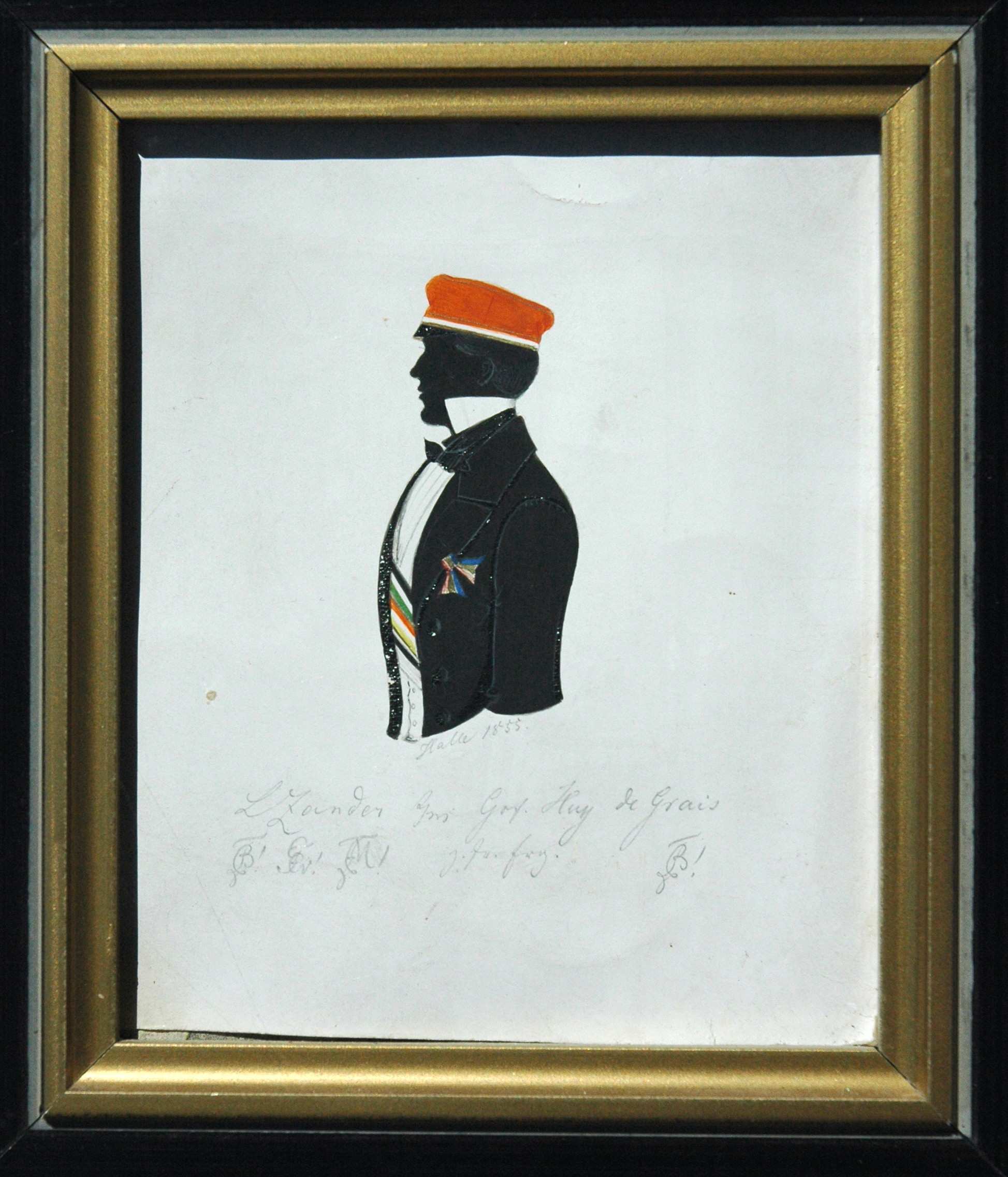
Zander als Hallenser Märker (1855)

Zeitlebens von den Idealen des Kösener Senioren-Convents-Verbandes getragen, wurde Zander in den 1880er Jahren der vielleicht bedeutsamste Corpsstudent. Im Januar 1853 renoncierte er als Militärfuchs beim Corps Borussia Breslau, bei dem er im 3. Semester Senior war. Am 4. Mai 1854 wurde er Corpsschleifenträger der Lusatia Breslau. Ostern 1854 ging er mit Farben zu Guestphalia Jena. Am 14. Mai 1854 recipiert, war er zweimal Senior. Nachdem er Ostern 1855 noch bei Marchia Halle aktiv geworden und erfolgreicher Consenior gewesen war, ging er zurück nach Breslau. Bei seinem Muttercorps Borussia war er noch einmal Senior. Von Hannover aus war er in Göttingen häufiger Gast seines Kartellcorps Hannovera. In Freiburg verkehrte er bei den Rhenanen und den Schwaben. In Posen gründete er einen blühenden AH-Verein. Dort nahm die noch heute berühmte Zandersche Reformbewegung ihren Anfang. Guestphalia Jena verlieh ihm 1881 die Ehrenmitgliedschaft.

### Zandersche Reformbewegung
Als es den Corps nach der Reichsgründung „zu gut“ ging und teure Äußerlichkeiten überhandnahmen, warb Zander für eine Besinnung auf die alten corpsstudentischen Ideale. Mit Paul Hirche (Lusatia Leipzig, Neoborussia Berlin) und Alexander von Claer (Ehrenmitglied von Palatia Bonn, Schleifenträger von Guestphalia Bonn und Rhenania Bonn) verschickte er im Herbst 1880 Tausende von Fragebögen an Alte Herren – soweit sich ihre Anschriften ermitteln ließen; denn Altherrenvereine und Kösener Corpslisten gab es noch nicht. Gewandt gegen überzogenen Aufwand bei Corpsbesuchen, öffentlicher Repräsentation (z. B. Corpshunde) und auswärtigen PP-Suiten, stießen sie auf breite Zustimmung. 4177 Fragebögen kamen unterschrieben zurück. Die beim HKSCV eingereichte „Denkschrift gegen Luxus und Protzentum“ wurde u. a. von Otto von Bismarck und Prinz Wilhelm, dem späteren Kaiser Wilhelm II., unterzeichnet.
Die Senioren-Convente wurden veranlasst, zum Kösener Congress 1881 außer dem Hauptvertreter einen Zweitbeauftragten zu entsenden. Seine Aufgabe sollte allein darin bestehen, an der Beratung der Zanderschen Anträge mitzuwirken. Der sog. Nebenkösener tagte am 4. Juni 1881 im überfüllten Hauptsaal des Mutigen Ritters in Kösen. In „treffenden, zum Teil hervorragenden Reden beleuchtet und klargelegt, wurden die Kommissionsanträge nach verhältnismäßig kurzer Debatte, allerdings nicht ohne Widerspruch eines Teiles der SC, Punkt für Punkt angenommen. Durchschlagend wirkte noch der inzwischen bekannt gewordene Brief des größten deutschen Corpsburschen, des Fürsten Bismarck, an den Intendanturrat Zander. Als die Versammlung auseinanderging, erhob sich ein freudiges Hurrah, der beste Beweis, mit welch inniger Freude das Gelingen des Werkes seitens der Alten Herren begrüßt wurde.“ (N.N., Academische Monatshefte, 1881)
Wenige Jahre später vollendete Zander eine weitere für die Geschichte des Corpsstudententums bedeutsame Arbeit. Unter erheblichen pekuniären Opfern – von seinen schmalen Intendanturratsbezügen hatte er eine zwölfköpfige Familie zu unterhalten – gab er das erste Verzeichnis lebender Corpsstudenten mit 4084 Namen als Vorläufer der seit 1904 erscheinenden Kösener Corpslisten heraus.
Die Reform führte auch zu größerem Engagement der Alten Herren für ihre Corps, die bis dahin ganz auf sich gestellt waren. 1888, zwei Jahre vor seinem Tod, beteiligte sich Zander an der Gründung des Verbandes Alter Corpsstudenten. Dieser erste Zusammenschluss von Altherrenvereinigungen studentischer Verbindungen war ebenfalls eine historische Folge der Zanderschen Reformbewegung.

„Solange es deutsche Corpsstudenten gibt, wird Zanders Andenken leben.“

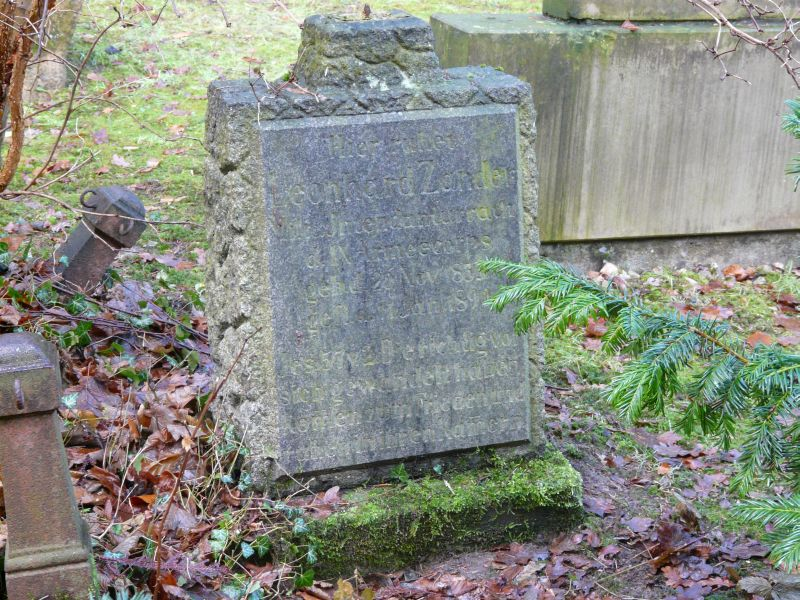
Zanders Grab (Frühjahr 2011)

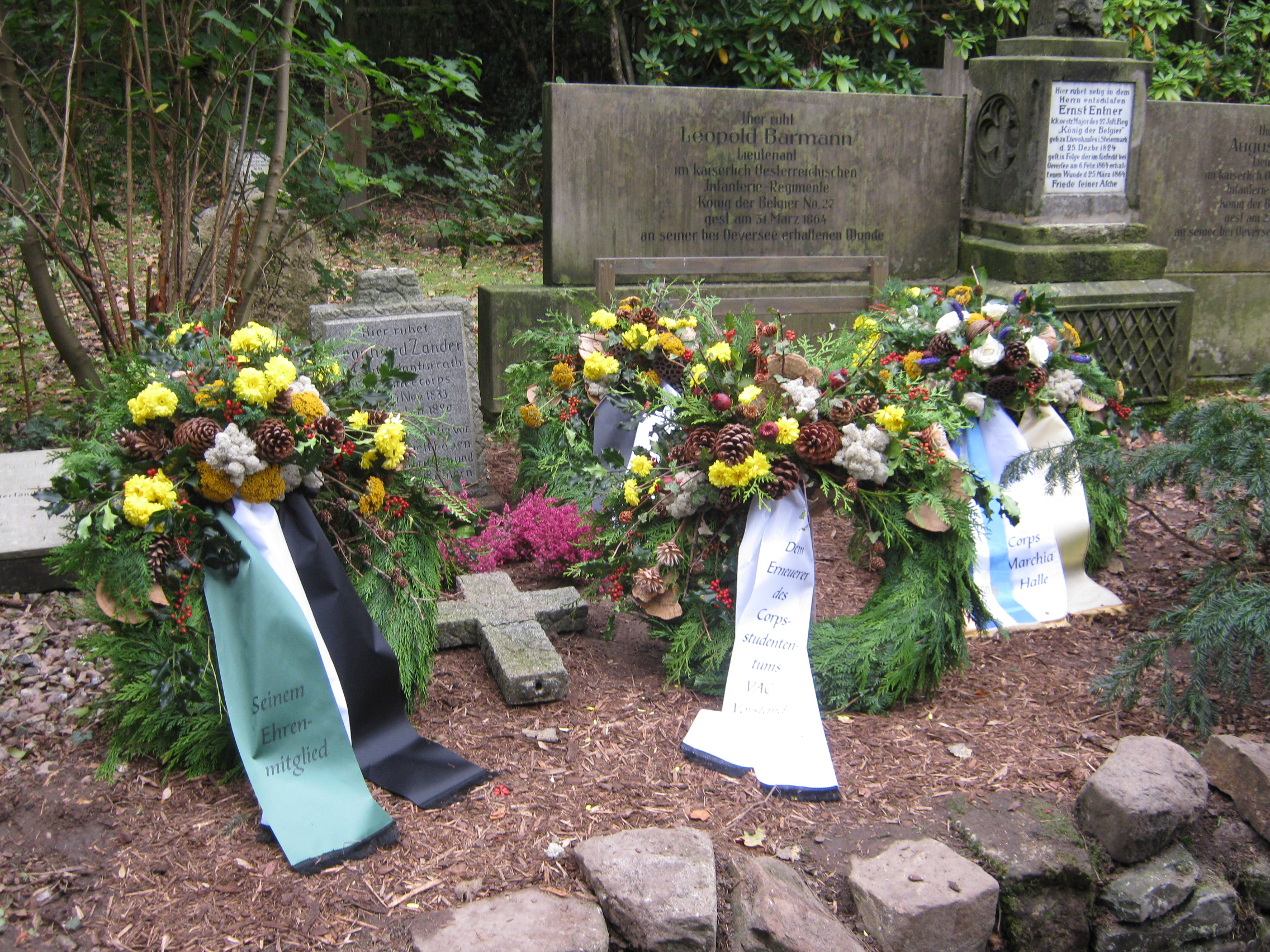
Ehrung am 9. Oktober 2011

Zanders Grab wurde im Januar 2011 wiederentdeckt. Borussia Breslau, Lusatia, Palatia-Guestphalia, Marchias Kartellcorps Saxonia Göttingen, der Verband Alter Corpsstudenten und der Verein für corpsstudentische Geschichtsforschung ließen es von einer Jugendgruppe des Volksbundes Deutsche Kriegsgräberfürsorge herrichten und legten am 9. Oktober 2011 Kränze nieder.
Das 81-seitige Namensverzeichnis der Zanderschen Bewegung ist im Institut für Hochschulkunde Würzburg unter G/A 69 archiviert.